# Estonia en los Juegos Olímpicos de Sochi 2014
Estonia estuvo representada en los Juegos Olímpicos de Sochi 2014 por un total de 25 deportistas que compitieron en 6 deportes. Responsable del equipo olímpico fue el Comité Olímpico Estonio, así como las federaciones deportivas nacionales de cada deporte con participación.
El portador de la bandera en la ceremonia de apertura fue el biatleta Indrek Tobreluts. El equipo olímpico estonio no obtuvo ninguna medalla en estos Juegos.